# Алтухов, Валерий Николаевич
 Валерий Николаевич Алтухов  (6 октября 1941, Коканд — 29 апреля 2021, Харьков) — советский и украинский музыкант, кларнетист, музыкальный педагог, учёный. Заслуженный деятель искусств Украины (1996), профессор (2011).

## Биография
Родился 6 октября 1941 года в городе Коканд Ферганской области Узбекской ССР. В 1953 году поступил в специальную музыкальную школу г. Ташкента. Эту школу окончил в 1960 году с золотой медалью.
Учась в школе, в 1957 году принимал участие в Республиканском конкурсе молодых исполнителей и занял I место и получил звание лауреата конкурса.
- В 1960 году поступил в Ленинградскую Государственную консерваторию имени Римского-Корсакова в класс профессора Гэнслера В. И. по специальности «кларнет», которую окончил с отличием в 1965 году.
- В 1963 году принимал участие во Всесоюзном конкурсе кларнетистов, где получил диплом.
- С 1966 года работает преподавателем класса кларнета в Харьковской средней специальной музыкальной школе-интернате и концертмейстером группы кларнета симфонического оркестра в Харьковской областной филармонии.
- В 1984 году назначен директором Харьковской средней специальной музыкальной школы-интерната.
- С 1994 года работает в Харьковском институте (университете) искусств имени И. П. Котляревского преподавателем, доцентом, профессором по классу кларнета.
- В 1996 году за личный вклад в развитие национальной музыкальной культуры, высокий профессионализм, указом президента Украины присвоено почётное звание «Заслуженный деятель искусств Украины». В 2003 году за весомый личный вклад в развитие культуры и искусства Кабинет министров Украины наградил Почётной грамотой.
- В 2001 году вошёл в сборник «500 влиятельных личностей» в рамках национальной имиджевой программы «Лидеры XXI века», а также был отмечен почётным званием «Харьковчанин года» — 2001 и 2002 гг.
- В 2005 году присвоено учёное звание доцента кафедры оркестровых духовых инструментов.
- В 2007 году стал лауреатом творческой премии Феодосийского горисполкома «За выдающийся вклад в развитии культуры г. Феодосия».
- В 2008 году стал лауреатом творческой премии Харьковского горисполкома «За весомый личный вклад в развитие любительского искусства — организацию и проведение международного конкурса юных пианистов В. Крайнева»
- В 2011 году присвоено учёное звание профессора кафедры оркестровых духовых инструментов и оперно — симфонического дирижирования.
- В 2013 году был приглашён в жюри 5-го Международного конкурса кларнетистов имени Карла Нильсена (Дания)[1].

## Деятельность
По инициативе В. Н. Алтухова в Харькове с 1992 года было начато и проведено 11 международных конкурсов юных пианистов Владимира Крайнева (с 2011 года директор конкурса) , два международных конкурса скрипачей Богодара Которовича, 22 международных фестиваля «Музыка — наш общий дом», 20 фестивалей «В гостях у Айвазовского».
Алтухов В. постоянно проводил мастер-классы в городах Харьков, Белгород, Феодосии, Харькове, Минске, Житомире, Запорожье, Миргороде.
Как профессиональный специалист, принимал участие в составе жюри различных международных конкурсов: конкурс им. Д. Биды (Львов), «Трубы Буковины» (Черновцы), «Аккорды Хортицы» (Запорожье), «Восхождение» (г. Ялта), «Сельмер — Париж в Украине» (Киев), «Крымская весна» (Ялта).
О творческих достижениях В. Н. Алтухова выпущено три телефильма: ТВ ИНТ «Сами о себе» — Валерий Алтухов и его школа" (1996, режиссёр Алексей Муратов); ТВ ИНТ «В гостях у Айвазовского» (1998, режиссёр Алексей Муратов); ХОД ТРК «Мелограф» в гостях у Айвазовского (2009, режиссёр Юлия Коваленко).
Алтухов — разносторонний музыкант и педагог, наряду с учебно-воспитательной работой уделяет особое внимание научно-методической деятельности. За последние пять лет Алтухов В. участвовал в девяти научных конференциях, где выступал с докладами по актуальным проблемам обучения и воспитанию молодых исполнителей. По материалам конференции опубликовано семь статей в профессиональных научных сборниках.
В 2009 году вышло учебное пособие (Хрестоматия) «Гаммы и упражнения для развития техники игры на кларнете» (ISBN 978-966-8689-10-9). Руководство (Хрестоматия) одобрено Министерством культуры и туризма Украины для использования в учебно-воспитательном процессе в высших учебных заведениях культуры и искусств III—IV уровня аккредитации (письмо от 26.XII.2008 г. № 1486/7-4/13-08). По мнению известных педагогов по специальности «кларнет» Украины, России, Белоруссии способ преподавания гамм и упражнений, представленных в руководстве, является новым словом в методике обучения игре по специальности «кларнет».
Среди учеников — Народный артист России Дмитрий Лисс.

## Фильмы
- ТВ ИНТ «Сами о себе» — Валерий Алтухов и его школа" (1996, режиссёр Алексей Муратов);
- ТВ ИНТ «В гостях у Айвазовского» (1998, режиссёр Алексей Муратов);
- ХОД ТРК «Мелограф» В гостях у Айвазовского" (2009, режиссёр Юлия Коваленко).